# Simón Rodríguez (Rojas)
Pour les articles homonymes, voir Simón Rodríguez.
Simón Rodríguez est l'une des cinq paroisses civiles de la municipalité de Rojas dans l'État de Barinas au Venezuela. Sa capitale est Arauquita. En 2018, sa population s'élève à 11 730 habitants.

## Géographie

### Démographie
Hormis sa capitale Arauquita, la paroisse civile possède plusieurs localités, dont :
- Arauquita
- Banco Caballero
- Caño Hacha
  - Caño Hacha del Este
  - Caño Hacha Norte
  - Caño Hacha Sur
- La Danta
  - La Danta del Este
  - La Danta del Oeste
- Mata de Canoa
- Paraparo
  - Paraparo del Este
  - Paraparo del Norte